# Sphaerophoria flavianusana
Sphaerophoria flavianusana är en tvåvingeart som beskrevs av Li och Pang Xiong-fei 1993. Sphaerophoria flavianusana ingår i släktet sländblomflugor, och familjen blomflugor. Inga underarter finns listade i Catalogue of Life.